# Bosco Lin Chi-nan
Bosco Lin Chi-nan (chinesisch 林吉男 Lín Jínán; * 14. Mai 1943 in Pingtung) ist ein taiwanischer Geistlicher und emeritierter römisch-katholischer Bischof von Tainan.

## Leben
Bosco Lin Chi-nan empfing am 12. April 1973 die Priesterweihe.
Papst Johannes Paul II. ernannte ihn am 28. September 1992 zum Weihbischof in Kaohsiung und Titularbischof von Alexanum. Der Bischof von Kaohsiung, Paul Kardinal Shan Kuo-hsi SJ, spendete ihm am 2. Januar des nächsten Jahres die Bischofsweihe; Mitkonsekratoren waren Joseph Lin Thien-chu, Bischof von Chiayi, und Matthew Kia Yen-wen, emeritierter Erzbischof von Taipeh.
Am 24. Januar 2004 wurde er zum Bischof von Tainan ernannt.
Am 14. November 2020 nahm Papst Franziskus seinen altersbedingten Rücktritt an. Bereits am 19. Juni 2021 nahm der Papst den Rücktritt seines Nachfolgers John Lee Juo-Wang an und ernannte Bosco Lin Chi-nan zum Apostolischen Administrator von Tainan, was er bis zur Weihe von John Baptist Huang Min-Cheng OFM am 24. Juni 2023 blieb.